# Сельское поселение Берёзовка
Сельское поселение Берёзовка — муниципальное образование в Елховском районе Самарской области.
Административный центр — село Берёзовка.

## Административное устройство
В состав сельского поселения Берёзовка входят:
- село Берёзовка,
- деревня Идея,
- село Кубань Озеро.